# Microcos cinnamomifolia
Microcos cinnamomifolia är en malvaväxtart som beskrevs av Karl Ewald Maximilian Burret. Microcos cinnamomifolia ingår i släktet Microcos och familjen malvaväxter. Inga underarter finns listade i Catalogue of Life.